# 榮華 (成化進士)
榮華（？—？），字躬實，陝西西安府藍田縣人，軍籍，明朝政治人物。

## 生平
成化十七年（1481年）辛丑科進士。成化二十三年（1487年）官無錫縣知縣，擢御史。

## 家族
曾祖榮德；祖父榮和；父榮清，縣主簿。母王氏。